# Tarciane
Tarciane Karen dos Santos de Lima, med artistnamnet Tarciane, född den 27 maj 2003 i Belford Roxo, är en brasiliansk fotbollsspelare.

## Karriär
Tarciane inledde sin seniorkarriär i Fluminense FC år 2019. 2021 värvades hon av Corinthians Paulista innan hon 2024 kontrakterades av Houston Dash. 2025 flyttade hon till Frankrike för spel i Olympique Lyonnais. Hon debuterade i Brasiliens damlandslag år 2022, och ingick i det lag som vid olympiska sommarspelen 2024 i Paris tog silver efter att ha förlorat finalen mot USA.